# 东方红一号
“东方红一号”（国际卫星标识符: 1970-034A）是中华人民共和国於1970年4月24日在酒泉衛星發射中心由长征一号运载火箭發射升空的一顆人造地球衛星，同时也是东方红人造卫星系列的首颗卫星。该人造卫星与中国1964年的第一颗原子弹（596原子弹）、1966年的第一颗装载核弹头导弹、1967年的第一颗氢弹并称为“两弹一星”，是中国在1960-1970年代在国防科技领域的取得的一项重大成就。
中国大陆于1958年提出研发人造卫星，同年酒泉发射中心亦开始筹建，1960年前获得了苏联方面一定的援助。但由于技术困难等原因，卫星的研制于1965年才正式立项，此后还遭遇了文化大革命、中苏军事对峙及冲突等重大事件的冲击。1970年東方紅一號卫星最终研制成功，并在酒泉發射成功，标志着中华人民共和国成為世界上繼蘇聯、美國、法國和日本之後第五個能够独立发射人造卫星的国家。该卫星的重量大于前四个国家首颗卫星重量的总和，至今仍在轨道上运行。

## 研发历史

### 筹备
1957年10月4日，苏联发射了人类历史上的第一颗人造地球卫星斯普特尼克1号，同月中苏两国签订《中苏国防新技术协定》，协定规定苏联为中国提供原子能工业、原子弹技术、导弹等多方面援助。11月3日，苏联又将太空犬莱卡成功送入太空。1958年1月31日，美国继苏联之后发射了“探险者1号”人造卫星。1958年初，中国导弹和火箭事业的先驱钱学森、竺可桢、赵九章等科学家联名正式向中央建议开展人造卫星的研制工作。随后，在1958年5月的中共八大二次会议上，中共中央主席毛泽东提出“我们也要搞人造卫星”。

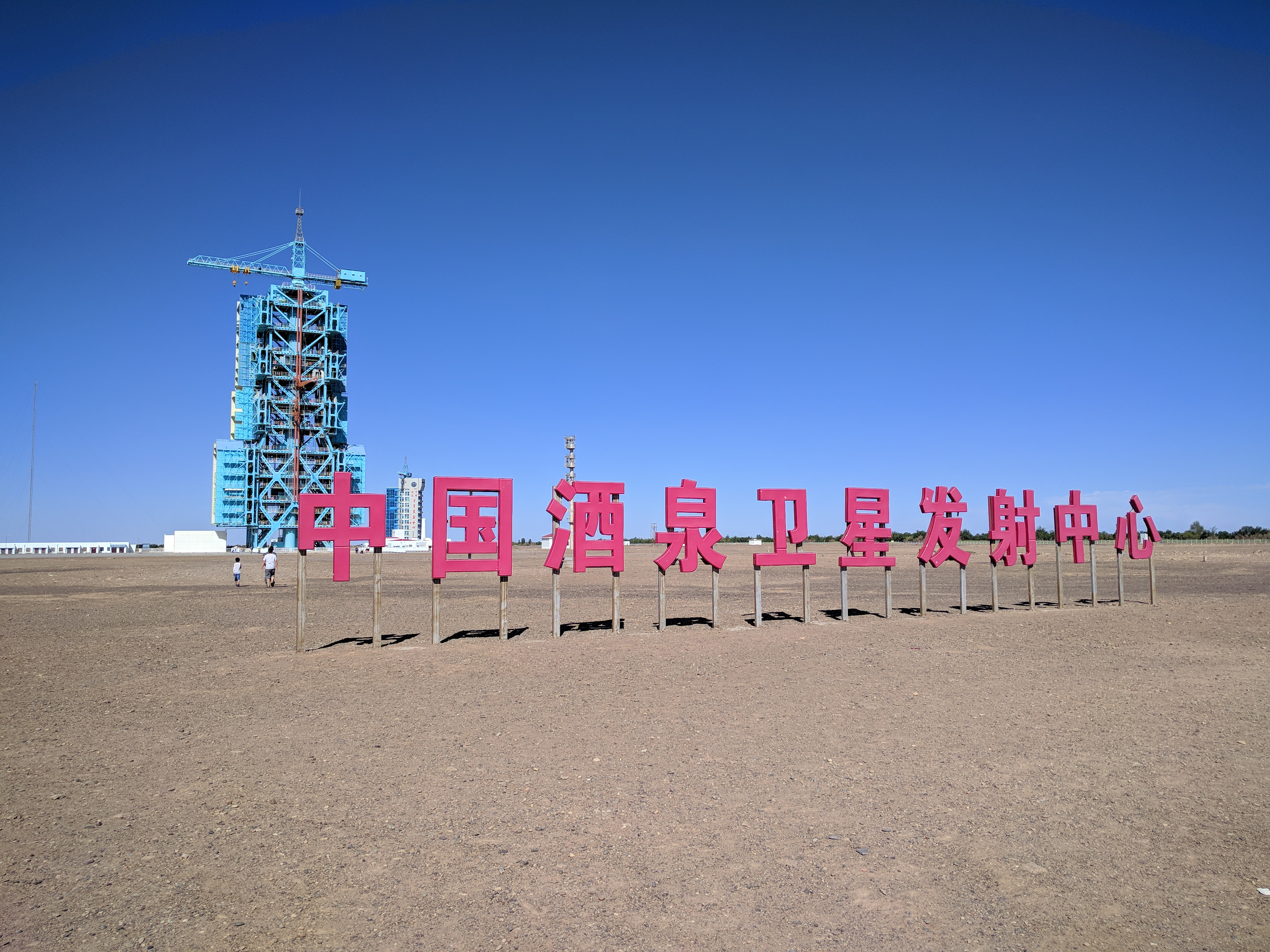
位于内蒙古与甘肃交接处的酒泉发射中心，于1958年开始筹建，获得了苏联专家的援助，数万名军人参与了基地建设。

1958年8月，张劲夫召集钱学森、赵九章等专家成立了“中国科学院581组”，负责研究人造卫星问题。中国科学院和国防部五院将人造卫星的研制列为1958年的首要任务，计划发展运载火箭和人造卫星，在1959年中华人民共和国成立10周年之际将第一颗人造卫星发射上天，这个设想被称为“581工程”。但由于国力过于薄弱，该卫星计划遇到了困难。1959年，邓小平指示暂缓卫星发射，随后中国科学院调整了计划，将主要方向调整为探空火箭的研制。
1960年2月19日，中国的第一枚液体探空火箭T7M在位于上海南汇的简易发射场试射成功，飞行高度约为8千米。1960年7月，苏联方面突然宣布将于9月1日前撤走所有的1390位专家和相关资助，343项技术援助合同被取消、257项科技合作项目被中止，“中苏交恶”。
此后，随着中国导弹技术的发展，尤其是1964年6月29日中国自行研制的东风二号导弹在酒泉发射成功，钱学森与赵九章认为再次开展卫星研制的条件已经成熟，向中央领导人提交了研制卫星的建议。1965年1月，周恩来批示了中国科学院提出的研制卫星的具体方案。1965年8月2日，中央专委召开会议正式批准了《关于发展我国人造卫星工作的规划方案建议》，也就是“651工程”。在1965年10月中科院主持的一次会议上，卫星总体组组长何正华建议卫星用《东方红》乐曲向地面播放，之后会议同意把中国第一颗卫星命名为“东方红一号”星的建议，得到中央批准。 

### 研制
按照原定的方案，东方红一号应该是一枚科学探测卫星，需要安装科学仪器。但由于技术要求复杂，方案随后更改为只播放《东方红》，以实现短期内的卫星上天，验证中国的火箭、卫星、测控、发射、地面环境等一整套卫星工程技术，将科学探测仪器留给后续的卫星。东方红一号卫星的总体技术方案和目标后来被确定为“上得去、抓得住、听得着、看得见”。
- 其中，“上得去”主要依靠长征一号运载火箭[35]。

- 为了解决“抓得住”，即卫星的成功追踪，原中国科学院地球物理所二部（即今天的中国科学院国家空间科学中心）研制了多普勒跟踪定位系统，由星载发射机，地面多站锁相接收机和适时数据处理等三部份组成[36]。研制人员还解决了卫星测轨的方程式问题，使得对卫星的监测成为可能[35]。

- 为了实现“听得见”在太空中播放的《东方红》，科研人员研制了用电子乐音的方式模拟出《东方红》乐曲的乐音装置，并让乐音装置在40秒内播送乐曲的前8个小节，用接下来20秒进行遥测信号的传递。试验初期乐曲出现了变调的现象，科研人员请来了上海国光口琴厂的老师傅，学会了使用谐波的方法以解决该问题[17]。除此之外，传递信号的卫星天线面临导电润滑问题，中国固体润滑学科开拓者之一的党鸿辛带领团队成功研制出一种新型固体润滑膜，解决了100℃至－100℃真空超短波天线的导电干膜难题[37]。经天线发出的乐曲由地面接收站进行解码后发到中央人民广播电台，再由广播接力发送到普通收音机上[17]。

- 对东方红一号卫星的最后一个要求为“看得见”，科研人员在运载火箭的第三级上安装了一个可以在太空中撑开的高反光亮度的材料观测体，方便地面人员观察[17]。

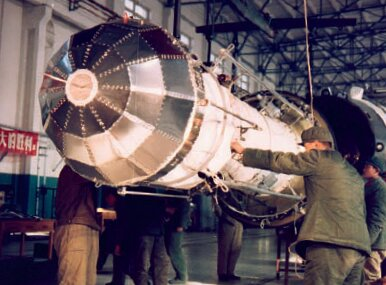
1970年初，科研人员在厂房内测试东方红一号卫星。

由于卫星研制的复杂性，又因1966年文化大革命爆发，中国科学院在研制过程中遇到了人手不足的情况。1967年，钱学森将当时38岁的孙家栋任命为卫星项目技术总负责人，两人随后又挑选了18位年轻人人建立了卫星总体设计队伍，躲起來研製，这18人为戚发轫、沈振金、韦德森、张福田、彭成荣、尹昌隆、朱福荣、孔祥才、王壮、杨长庚、王大礼、张荣远、刘泽光、郑忠琪、林殷定、鲁力、王一方、洪玉林，后被称为“航天十八勇士”。 1968年初，东方红一号卫星的初样研制完成。1968年2月20日，中国空间技术研究院成立，由钱学森任院长，东方红一号卫星的研制正式进入一个有计划、有步骤、有组织、有领导的快速发展期，但部分科学家如赵九章、钱骥已靠边遭审查批斗。
此后，1968-1969年，大批科学家和知识分子在文革“清理阶级队伍”的政治清洗中遭到迫害。1968年，在导弹和航天核心专家之中，“两弹一星”元勋赵九章遭迫害自杀身亡，“两弹一星”元勋姚桐斌被毒打致死；截止1968年底，中国科学院在北京的170余位高级研究人员中（均是院士）就有131位被打倒，当年即有20位一级研究员自杀。1969年3月，因文革派系斗争，又造成火箭试车受阻40余天。4月，正在主持中共九大的国务院总理周恩来得知消息后，多次组织工作人员开会，号召大家为了国家的利益抛弃派别的分歧。在周恩来的极力推动下，5月一级火箭点火成功，6月二级火箭点火成功，但此后两派的矛盾却再度爆发，三级火箭的点火无法推进，直至7月周恩来再次进行了干预。
与此同时，1969年中苏两国在“珍宝岛事件”后一度处于核战争边缘，苏联计划核打击中国北京、长春、鞍山等重要工业城市以及两弹一星的核试验基地罗布泊、发射基地酒泉和西昌。1969年10月，面对苏联的核威胁，毛泽东及中共中央决定紧急疏散在京的党和国家领导人，酒泉发射基地也进行了家属疏散。时任中共中央副主席、中央军委副主席林彪随后下达《第一号号令》，中国核导弹部队“二炮”随即进入全面核战备状态，这是在中华人民共和国历史上的第一次也是至今唯一一次，而时任美国总统理查德·尼克松对中苏之间的核危机进行了干预。

### 发射与运行

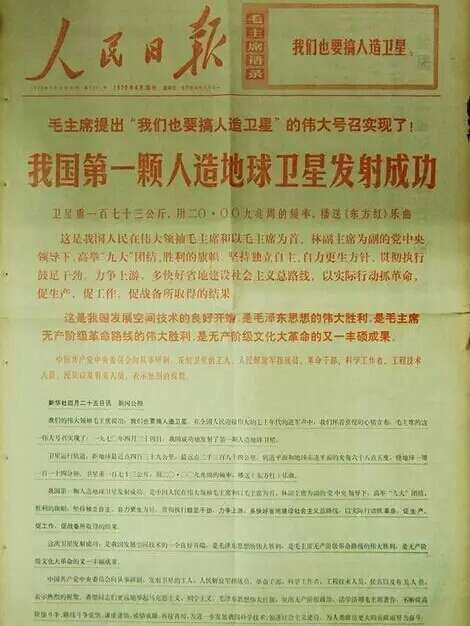
《人民日报》报道东方红一号发射成功的新闻

1970年初，东方红一号卫星完成研制。卫星外形为近拟球体的72面体，直径约1米，质量为173公斤，采用自旋姿态稳定方式，转速为120转/分，利用太阳角计和红外地平仪测定姿态。1970年3月5日，北京卫星制造厂开始组装卫星。3月21日，东方红一号卫星出厂。 1970年3月26日，两枚“东方红一号”卫星和一枚“长征一号”运载火箭，经专列运往酒泉发射基地。
1970年4月1日，东方红一号卫星和长征一号运载火箭运抵酒泉卫星发射中心。17日，火箭和卫星进入2号发射阵地。24日15点50分，钱学森在发射场接到国务院总理周恩来来自北京的电话，获知发射任务已得到中共中央主席毛泽东的批准。
1970年4月24日21时35分44秒，长征一号运载火箭搭载东方红一号卫星从酒泉卫星发射中心准时点火升空，21時48分進入近地點439公里、遠地點2384公里、軌道平面和地球赤道平面為傾角68.5度的近地橢圓軌道，運行地球一圈周期為114分鐘。21时50分，国家广播电视局报告，收到来自从东方红一号播放的乐曲《东方红》。
卫星发射成功后的第二天，国家总理周恩来在广州召开的越南、柬埔寨、老挝三国会议现场宣布中国已经成功地发射了第一颗人造卫星。当晚，即1970年4月25日18时，新华社正式向世界宣布了卫星发射成功的消息：
1970年4月24日，中国成功地发射了第一颗人造卫星，卫星运行轨道的近地点高度439公里、远地点高度2384公里，轨道平面与地球赤道平面夹角68.5度，绕地球一圈114分钟。卫星重173公斤，用20.009兆周的频率播送《东方红》乐曲……

「東方紅一號」的原定设计壽命仅为20天，期間各种遙測数据和计算参数被不断地傳回地面。截至同年5月14日停止發射信號，實際工作了28天，但卫星至今仍然在轨飞行。有外國的無線電愛好者曾在衛星运作期間錄下了「東方紅一號」衛星所廣播的《東方紅》音樂。
- 视频资料
- 发射
- 1970年东方红一号相关纪录片
《宇宙高歌东方红》

## 技术参数

### 卫星设计
卫星的形状近似于一个对称的七十二面体，质量为173（381磅），直径约1米（3英尺3英寸），以每分钟120转的速度保持稳定。外表面涂有加工过的铝合金以控制温度。主体部分有四个超短波鞭状天线，至少有2米（6英尺7英寸）长；下半部分与一个装有火箭发动机的平台相连；底部是一个闪亮的金属环，亮度范围为+5到+8。

### 在轨状态
东方红一号卫星运行在一个近地椭圆轨道上，其入轨时的轨道参数约为近地点441 km（274 mi），远地点2,286 km（1,420 mi），倾角68.42°，每114.09分钟环绕地球一圈。东方红一号的卫星目录序号为04382，国际卫星标识符为1970-034A。根据Space-Track的数据，目前（2021年10月）东方红一号的轨道参数是：
| 轨道偏心率 | 轨道倾角 | 近地点高度 | 远地点高度 | 升交点赤经 | 近地点幅角 | 每日绕地圈数 | 初始时刻的平近点角 | 初始时刻的轨道圈数 |
| ---------- | -------- | ---------- | ---------- | ---------- | ---------- | ------------ | ------------------ | ------------------ |
| 0.1047208  | 68.4212° | 433 km     | 2027 km    | 268.5040°  | 62.6511°   | 13.08168494  | 307.7176°          | 42303              |

| 日期          | 近地点（千米） | 远地点（千米） |
| ------------- | -------------- | -------------- |
| 1970年4月24日 | 441            | 2286           |
| 1996年8月23日 | 431            | 2164           |
| 2010年1月1日  | 430            | 2073           |
| 2022年4月15日 | 429            | 2030           |

## 外界反应
1970年4月25日，中华人民共和国成功发射第一颗人造卫星“东方红一号”后，美国国家航空航天局以及国防部的官员对此表示欢迎，认为这是一次期待已久的事件，并不感到惊讶，证实了中国不断增长的技术能力。
1970年4月26日，在中苏交恶和边界冲突的背景下，“苏联的受政府控制的新闻机构对共产党中国发射第一颗地球卫星的事几乎是不理不睬，但是俄国的人们对此事表现出非常感兴趣和惊讶。”（美联社发自莫斯科）
1970年4月27日，英国《泰晤士报》发表题为《中国在空间方面的巨大成就使大国感到不安》的文章，认为“中国发射空间卫星使俄国和美国对自己的安全产生新的不安情绪。从昨天的反应来看，产生的第一个影响大概是，两国国内要求发展反弹道导弹系统的压力将会增加，并且使谋求裁军的工作更为困难。”
1970年4月30日，《印度教徒报》报道，中国发射的一颗卫星导致人们担心中国对印度安全的威胁有所增加，使得人们认为印度应该采取措施开发类似的武器。
1970年5月4日，美国《时代周刊》发表文章称，中国发射卫星的消息在西方引起了一些惊讶，也似乎表明中国正在朝着一个重要目标前进：最早在1973年制造出能够向美国和欧洲目标发射携带核弹头的导弹。文章认为，这一消息很可能会影响美国国会针对扩增反弹道导弹系统采取行动。

## 后续影响
「東方紅一號」衛星的發射成功标志着中国成功掌握了人造卫星的空间技术，使中國成為世界上繼蘇聯、美國、法國和日本之後，能够独立研制并成功發射人造衛星的國家。中华人民共和国官方认为，人造卫星的成功发射给中国航天事业带来了三方面的重要影响：为后续的技术发展奠定了坚实的基础、摸索出了一套卫星研制的工艺流程、培养锻炼了一批航天队伍。在“东方红一号”卫星发射后不久，1970年7月14日，毛泽东圈阅了国防科委呈交的关于发展载人航天的报告；次年4月，代号为“714工程”的中国载人航天工程启动，计划于1973年底发射被命名为“曙光一号”的载人宇宙飞船，但由于技术原因以及文革期间1971年“林彪九一三事件”等政治动荡，该计划并未实施。
改革开放早期，为应对1983年美国总统罗纳德·里根提出的“星球大战计划”，王大珩、王淦昌、杨嘉墀、陈芳允四位“两弹一星”元勋于1986年3月致信邓小平，促成了中国高新技术发展的“863计划”，由时任国务院总理赵紫阳等人具体负责，而此前两弹一星研发过程中所取得的科研成果也为“863计划”打下了基础。 1986年10月，中共中央政治局召开扩大会议，决定拨出专款100亿元人民币实施“863计划”，其中的40亿元直接用于发展航天事业，直接促成了1992年中国载人航天“921工程”的启动。

## 后世纪念

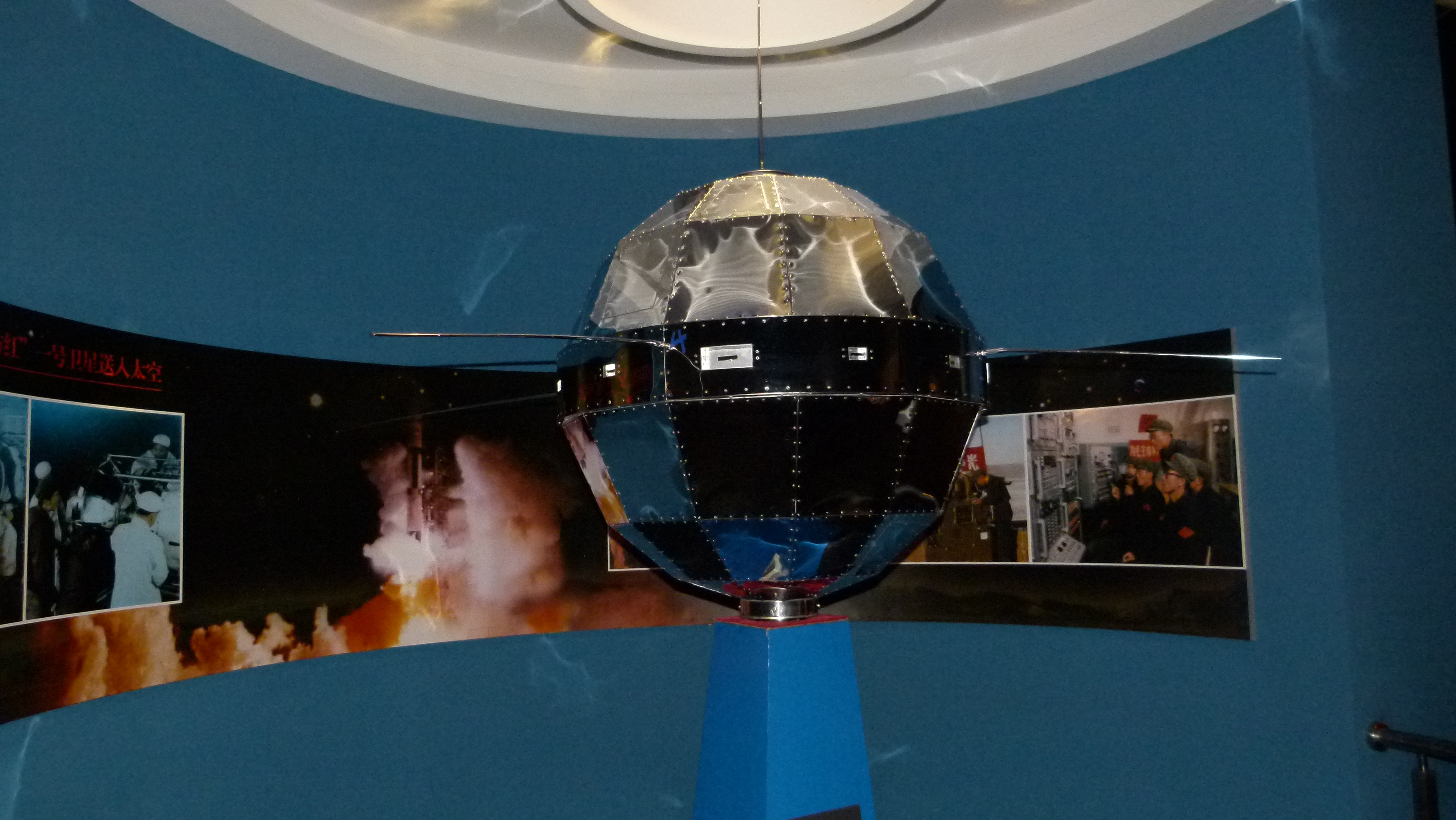
内蒙古呼和浩特市一座博物馆中的东方红一号卫星模型

1999年5月5日，新华社将前中顾委常委、中国科学院副院长张劲夫的署名文章《请历史记住他们——关于中国科学院与“两弹一星”的回忆》以通稿发出，文章提及“两弹一星”为原子弹、导弹和人造卫星，并首次向外界披露这段历史。1999年9月18日，中国共产党中央委员会、中华人民共和国国务院以及中央军事委员会举行了表彰“两弹一星”元勋的大会，向23名科技专家颁发了“两弹一星功勋奖章”。
2005年4月21日，中國空間技術研究院召集了當年曾參加設計、研制、生產和管理的航天科技人員，在「東方紅一號」衛星誕生地北京衛星製造廠為紀念碑揭幕，制造廠為配合神舟五號載人飛船成功發射周年紀念，制作了東方紅一號衛星的1：1模型在北京天文館展出。
2016年3月8日，中华人民共和国国务院決定自2016年起，将每年的4月24日即东方红一号卫星的发射日期设立为“中国航天日”。
2020年4月24日，国家航天局举办活动，庆祝东方红一号卫星发射50周年。欧洲空间局局长约翰·沃纳、前局长让-雅克多尔丹，乌克兰驻华大使谢尔盖·卡梅舍夫等致信国家航天局局长张克俭表示祝贺。